# 申不害
申不害（前385年—前337年），尊稱申子，中國戰國時代鄭國京邑（今河南荥阳）人，鄭國被韓國所滅之後，以法家學說，成為韓昭侯的宰相，為中國先秦諸子百家中法家『術』派代表人物。著作《申子》。

## 生平
申不害大致上二十多歲時為鄭國低階官吏，後韓灭鄭國後，申不害以刑名法術的學說向韓昭侯求官，昭侯即位不久，颇具雄心壯志，意圖中興，且用人不拘一格，賞識了申不害，拜為宰相，他在韩为相國，內修政治、教育，對外應付諸侯，前後近二十年。申不害治國期間，國家富足，軍事強大，無他國敢來侵犯韓國。後以變法失敗告終。

## 法家術派
申不害是早期的法家學者。《史記》有「著書兩篇，號曰申子」的話，《漢書》有「申子六篇」的話，但全都亡佚了。法家中有三派：慎到重「勢」、申不害重「術」，商鞅重「法」。

## 形名參同
「形名參同」是申不害發明的行政管理方法。申不害認為，君主的個人能力是絕對有限度的，那對於臣下就必須施行較客觀方式來衡量其執政成效，由官員先行向上進行任務預算申報「名」，再以其完成的限期實際成績「形」，進行二者間的差異分析「參同」，來做為對官員的成效考核。

## 延伸阅读
[在维基数据编辑]
 《史記/卷063》，出自司馬遷《史記》